# Второй (остров, Карагинский район)
Второ́й — остров в России, расположенный северо-западнее мыса Кинги и северо-восточнее устья реки Подкагерная, в юго-восточной части Пенжинской губы в заливе Шелихова в Охотском море, к северо-востоку от островов Ивиньичаман и Конус у северной части западного побережья полуострова Камчатка. Относится к Карагинскому району Камчатского края.